# 克列孟梭站 (雷恩地铁)
克列孟梭站是法国西部城市雷恩的一个地铁车站，位于雷恩地铁A线上。

## 位置
克列孟梭站位于雷恩市区的中南部，拉比克奈街区内。铁路股道为南北走向。

## 设施
克列孟梭站站内设有自动售票机及无障碍设施。

## 站台设置
| 北↑ |      |                  |
|     | 侧式 |                  |
|     |      | 约翰·肯尼迪方向← |
|     |      | 拉波特里方向→    |
|     | 侧式 |                  |
| 南↓ |      |                  |

## 配套交通

### 城市公共交通
| 克列孟梭站附近的公共交通线路 |            |          |
| 公交车站名称                 | 位置       | 停靠线路 |
| 克列孟梭                     | 地铁站地面 | 13       |
| 1.                           |            |          |

此外，当地铁线路发生故障或施工时，雷恩交通局可能提供临时摆渡车。

### 社会车辆
克列孟梭站附近设有社会车辆停车场。

## 临近车站
| 克列孟梭站（Clemenceau）       |             |                        |
| 上行车站                       | 线路        | 下行车站               |
| 雅克·卡蒂埃站 350m ←           | 雷恩地铁A线 | 亨利·弗雷维尔站 → 460m |
| - 本表仅显示运营中的线路及车站 |             |                        |